# ミカエル・アントンソン
ミカエル・アントンソン（Mikael Antonsson, 1981年5月31日 - ）は、スウェーデン・カールスクルーナ出身の元同国代表サッカー選手、現サッカー指導者。現役時代のポジションはDF（センターバック）。

## 経歴
地元のクラブシルヘーヴダAIKでキャリアをスタートさせ、1997年にIFKヨーテボリへ加入。その後はオーストリア、ギリシャでのプレーを経て、2007年にデンマークのFCコペンハーゲンへ移籍し、翌シーズンからのリーグ3連覇に貢献した。
2011年夏、セリエAのボローニャFCへ移籍。
2014年7月28日、FCコペンハーゲンに2年契約で復帰。2016年5月27日、クラブとの契約を2年延長した。

## 代表歴
スウェーデンの各年代で代表に選出され、2004年にはUEFA U-21欧州選手権に出場。2011年ごろからフル代表にも定着し、UEFA EURO 2012のメンバーに選出されたが、試合出場の機会はなかった。

## 指導歴
2017-18シーズンは選手兼任でアシスタントコーチを務める。シーズン終了を以て契約満了となり現役を引退し、クラブのオペレーション・マネージャーに就任した。

## タイトル
アウストリア・ヴィーン
- ブンデスリーガ : 2005-06
- オーストリア・カップ : 2005-06

FCコペンハーゲン
- デンマーク・スーペルリーガ : 2008-09, 2009-10, 2010-11, 2015-16, 2016-17
- デンマーク・カップ : 2014-15, 2015-16, 2016-17